# Angelo Bellettato
Angelo Bellettato (Rovigo, 13 agosto 1941 – Padova, 15 dicembre 2004) è stato un poeta, traduttore e editore italiano.

## Biografia
Nato a Rovigo nel 1941, vissuto in gioventù ad Adria, dopo gli studi di lingua e letteratura francese e la laurea, dal 1974 ha diviso la sua vita fra Veneto e Lazio.
Traduttore, è stato il primo in Italia ad occuparsi della poesia francese del Canada, traducendo autori quali Gaston Miron e Roland Giguère. 
Si è interessato di musica, di critica letteraria e di storia dell'arte, collaborando a riviste letterarie italiane e straniere.
Le sue poesie sono state tradotte e pubblicate in diverse lingue (inglese, francese, spagnolo, tedesco, persiano) e musicate da vari compositori (tra i quali Peter Hartmann, Raffaello de Banfield - Tripcovich, Gianni Possio, Daniele Bertotto, Eduardo Zapata. Gli sono stati attribuiti premi e riconoscimenti in Italia e all'estero.
È stato il primo ad occuparsi in Italia di traduzioni delle poesie francesi del Québec, in particolare di Gaston Miron.
Della sua opera di poeta e traduttore di poesia si sono occupati, fra gli altri, Diego Valeri, Adriano Grande, Dario Bellezza, Carlo Betocchi, Franco Scataglini, Salvatore Quasimodo, Ugo Fasolo, Gian Piero Bona, Elio Filippo Accrocca.
Come editore ha fondato le Edizioni dei Dioscuri, curando personalmente le decine di pubblicazioni (nella maggioranza di poesia, in alcuni casi di narrativa e saggistica) e i premi letterari relativi (ultimo dei quali nel 1994), oltre alla relativa Accademia dei Dioscuri che ha organizzato eventi musicali e letterari in tutta Italia per quasi 30 anni.
È morto a Padova nel dicembre 2004.

## Opere principali

### Raccolte di versi
- Amore è il più bello presentazione di Gian Piero Bona con una nota di Ferruccio Canovaro, Padova 1972 Rebellato Editore[6]
- Tre poesie per gli amici e una d'amore, Mesagne 1973
- Davanti al monumento al Cardinal Baronio, con una nota di Ferruccio Canovaro, Padova 1974. II edizione, con una nota introduttiva di Luigi Gulia, Sora 1984
- L'amore-te, introduzione di Ferruccio Canovaro, Padova 1975
- Karma, prefazione di Gian Piero Bona, Padova 1978[7]
- Il senso del non senso, Padova 1978
- Amorodio, Sora 1983
- L'Amore (poesie 1958 - 1983), introduzione di Riccardo Scrivano. A cura di Sandro Solerti. Appendice critica di Elio Filippo Accrocca, Gian Piero Bona, Ferruccio Canovaro, Pino Miceli, Simonetta Mirandola, Gennaro Pessinim, Gianni Possio, Sora 1983[8]
- Per ritrovarti, Sora 1985
- Poesie d'amore, prefazione e cura di Stefano Ventisette, Sora 1985
- Insieme - Gedichte, poesie di Angelo Bellettato e Barbara Rainer, testo tedesco a fronte, Sora 1986
- Il viaggio, Sora 1989
- Sempre per Sempre, introduzione di Giacinto Spagnoletti. Testimonianze di Elio Filippo Accrocca, Gian Piero Bona, Riccardo Scrivano, Silvana Weiller Romanin Jacur. Con una partitura di Eduardo Zapata, Sora 1991
- Quaderno d'amore, con una lettera di Luigi Baldacci. Postille di Franco Scataglini, Sora 1993[9]
- Per Domani. A cura di Marco Saldi. Castelliri 1995 [ex libris fuori commercio]
- Per Amore, poesie e traduzioni 1958-1998. Con una lettera di Riccardo Scrivano. Castelliri 1999

### Traduzioni di poesia
- Poeti del Quebec, Torino 1971.
- Roland Giguère, Adorabile donna delle nevi, “Uomini e Libri”, VII, 35, ottobre 1971 [Adorable femme des neiges, in L'âge de la parole, Montréal, Éd. de l'Hexagone, 1965] [1]
- Gaston Miron, L'amore e il militante [frammenti], “Uomini e Libri”, VII, 35, ottobre 1971 [L'Amour et le militant, in L'Homme rapaillé, Montréal, Presses de l'Université de Montréal, 1970][1]
- Gaston Miron, L'amore e il militante [frammenti], “L'Approdo Letterario”, 54, 1971 [La Marche à l'amour, in L'Homme rapaillé, Montréal, Presses de l'Université de Montréal, 1970][1]
- Gaston Miron: La marcia all'amore. L'amore e il militante, introduzione di Luigi Baldacci, con un ricordo di Riccardo Scrivano, Rebellato Editore, Cittadella 1972[1].
- Poeti del Quebec, Pescara 1972.
- Poesie di Andre'-Pierre Boucher, Adria 1973.
- L'età dei sogni e altre poesie di Eloi de Grondmont, Padova 1976.
- Poeti insieme (Greci, Latini, Francesi, Canadesi), con un saggio introduttivo di Gian Piero Bona e uno scritto di Ferruccio Canovaro, Padova 1978
- Lirici Greci. A cura di Danilo Natalizio. Sora 1984 [ex libris fuori commercio]
- Le Costellazioni (dai "Fasti" di Ovidio), introduzione di Enzo Mandruzzato, con un'appendice astrologico-magica di Gian Piero Bona, Sora 1985.
- Poesie d'amore dell'antico Giappone, Sora 1986.
- Poesie Coreane (piccola antologia), Sora 1988.
- Antologia della poesia moderna del Quebec, a cura di Jean Yves Collette e Nicole Deschamps[10], prefazione di Riccardo Scrivano, Bulzoni, Roma 1990.
- Liriche Giapponesi, Sora 1991 [ex libris fuori commercio].
- L'Amore - Poeti Alessandrini, introduzione di Lorenzo Guella. Note critiche di Elio Filippo Accrocca, Gian Piero Bona, Enzo Mandruzzato, Silvana Weiller Romanin Jacur, Sora 1996.
- I versi di pura giada di Li Qingzhao, prefazione di Gian Piero Bona, con una nota di Silvana Weiller Romanin Jacur, Sora 1996.
- Liriche Giapponesi, Sora 1998 [ex libris fuori commercio].
- Liriche della corte imperiale dell'antico Giappone, Sora 1999 [ex libris fuori commercio].
- Po Chu yi: Poesie di un uomo libero - Canto del rimpianto eterno, introduzione di Gian Piero Bona, con una nota di Silvana Weiller Romanin Jacur. A cura di Marco Privato. Sora 2001.